# Бертольд I (герцог Швабии)
Бертольд I Рейнфельденский (ок. 1060 — 18 мая 1090) — герцог Швабии с 1079, граф Рейнфельдена с 1080, сын германского антикороля Рудольфа Швабского и Матильды, дочери Генриха III, императора Священной Римской империи.

## Биография
В 1079 году император Генрих IV провозгласил, что конфискует Швабию у антикороля Рудольфа, передав её Фридриху I Штауфену. Однако сторонники Рудольфа провозгласили своим герцогом Бертольда, сына Рудольфа, который возглавил сопротивление императору. Он контролировал Южную Швабию, защищая её от войск Генриха IV.
Права Бертольда на герцогство отстаивали бывший герцог Баварии Вельф IV и особенно Бертольд II фон Церинген, сын Бертольда I Каринтийского, женившийся на сестре Бертольда Рейнфельденского.
Однако несмотря на поддержку сторонников, Бертольд фактически никакой власти в герцогстве не имел. В 1084 году он был осаждён сторонниками Генриха IV. В конце концов Бертольд Рейнфельденский отказался от своих претензий, предоставив бороться за Швабию Бертольду Церингенскому и Вельфу IV.
Он умер в 1090 году, не оставив наследников. Его права на Швабию и другие владения унаследовал Бертольд Церингенский.